# 劉鄩
劉鄩（？—920年），五代後梁名將，密州安丘（今山東省安丘县西北）人。

## 生平
唐朝时，劉鄩父親劉融為安丘縣縣令，後為工部尚書。
劉鄩少年時喜歡讀歷史、兵法，中和年間为淄青節度使王敬武部下。敬武死後，其子王師範年僅十五歲，自稱留後，要繼承父位。唐昭宗並不允許，並打算以崔安潛為節度使。師範的部下棣州刺史张蟾迎崔安潛入郡，主張攻擊王師範，師範命部將卢弘攻张蟾，卢弘反而勾結張蟾，要袭击王師範。王師範示弱，約卢弘飲酒，刘鄩率伏兵設鴻門宴而刺殺之，并杀盡其他隨從者。隨即王师范、刘鄩攻棣州，杀张蟾，崔安潛逃歸長安。朝廷只得承認王師範的地位，並真除之淄青節度使。
因軍功為登州、淄州刺史。天復元年（901年），趁朱溫脅迫唐昭宗東遷，節度使王師範命他襲取兗州。後來他隨同王師範降朱溫。後梁開平三年（909年），擊滅刘知俊，收復被李茂貞佔據的長安。梁末帝朱友貞時，擊滅以徐州叛投吴国的蒋殷。與李存勖多年征戰。貞明六年（920年），段凝誣陷他逗留養寇，被毒殺。食邑五千户，谥武节侯。
刘鄩先后娶郑国夫人和许国夫人天水姜氏，有子刘遂凝、刘遂膺、刘遂雍。又与朱温养子朱友谦为亲家，而《后梁赠中书令刘鄩墓碑》详载刘鄩三子婚配状况均无娶朱友谦女，刘鄩或有女嫁朱友谦子。